# Kungälv Arena
Kungälv Arena är arbetsnamnet på den isanläggning som byggs (2025) i Kungälv. Anläggningen kommer inhysa dels en bandyhall för IFK Kungälv, Kungälvs SK (KSK) och Kareby IS (KIS), dels en isrink för Kungälvs IK (KIK) och Ytterby Kungälvs Konståkare (YKK).
Arenan kommer ha kapacitet att ta in omkring 2500 åskådare i bandyhallen och omkring 1500 åskådare i ishallen. Arenan är tänkt att byggas vid den befintliga idrottsanläggningen Yttern för fotboll strax sydväst om industriområdet Rollsbo cirka 3 km nordväst om centrala Kungälv i anslutning till Ytterby.
Arnenan är tänkt att ersätta den anrika bandyplanen Skarpe Nord i Kungälv och avlasta Oasen sim- och ishall som idag är en av de mest nyttjade ishallarna i Sverige.